# Estela de Ezana
La estela de Ezana (o estela del rey Ezana) es el obelisco central aún en pie en el Parque de Estelas del norte (que contiene cientos de estelas más pequeñas y menos decoradas) en la antigua ciudad de Aksum, en la actual Etiopía. Esta estela fue probablemente la última erigida y la mayor de las que permanecen enteras. La estela de Ezana se alza a 21 m de altura, más pequeña que la caída Gran Estela de 33 m y que el más conocido obelisco de Aksum de 24 m (reensamblado y desvelado el 4 de septiembre de 2008). Su base está decorada con una puerta falsa y ambos lados presentan huecos que parecen ventanas.

## Historia

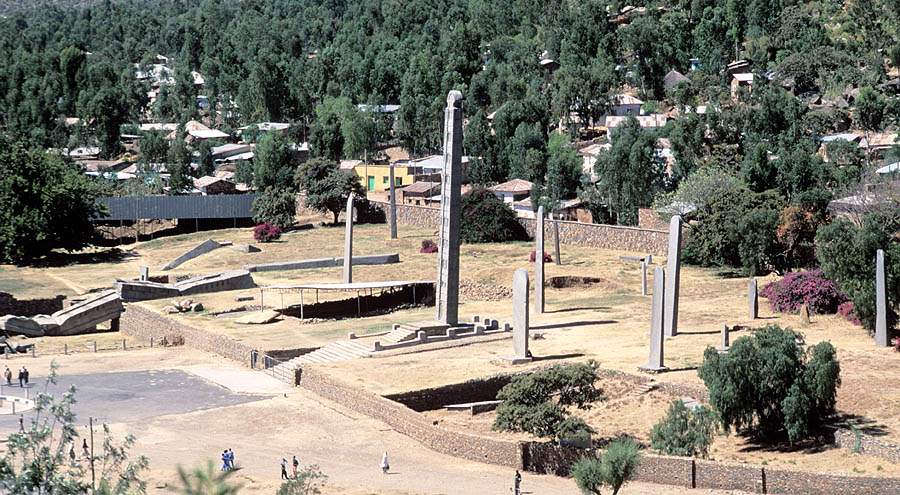
Parque de estelas del norte, en Aksum.

Este obelisco, denominado más correctamente como "estela" o con el nombre nativo de "hawilt/hawilti" (dado que no terminan con una pirámide en su cumbre) fue tallado y erigido en el siglo IV d. C. por súbditos del reino de Aksum, una antigua civilización etíope. Se supone que la función de estas estelas era la de ser "indicadores" para cámaras funerarias subterráneas. Los mayores de estos indicadores de tumbas se usaban para las cámaras funerarias reales y estaban decoradas con ventanas falsas de varios pisos y puertas también falsas, mientras que la nobleza disponía de estelas más pequeñas y menos decoradas. La estela del rey Ezana es, probablemente, el último ejemplo de esta práctica, obsoleta tras la conversión de los Axumitas al cristianismo. Debe su nombre al rey Ezana (aprox. 300-350 d. C.), el primer monarca de Aksum que adoptó el cristianismo siguiendo el ejemplo y las enseñanzas de Frumencio de Aksum, su tutor de la infancia. La estela es un bloque de granito sólido grabado, con una puerta y nueve ventanas falsas (se cree que simbolizan la puerta y las nueve cámaras de la tumba del rey), que fue trasladado desde una cantera a cuatro kilómetros, probablemente arrastrada por elefantes.
La estela de Ezana es, además, el único de los tres obeliscos reales mayores (los otros son la Gran Estela y el Obelisco de Aksum) que nunca llegó a partirse. Los italianos dañaron severamente uno de ellos al dividirlo en tres partes y embarcarlo hacia Roma en uno de los más extraños casos de expolio durante el saqueo colonial. La estela de Ezana fue afianzada en 2007-2008 por un equipo dirigido por el ingeniero Giorgio Croci, durante el reensamblaje del obelisco de Aksum. Tras décadas de peticiones para que les fuera devuelto su monumento, los etíopes finalmente recuperaron su tesoro histórico nacional.